# Esquerita
Esquerita (* 20. November 1935 oder 1938 in Greenville, South Carolina als Steven Quincy („Eskew“) Reeder Jr.; † 23. Oktober 1986 in New York City) war ein US-amerikanischer Rhythm-and-Blues-Sänger, -Pianist und Songwriter. Esquerita wird eine wesentliche Beeinflussung des Rock-’n’-Roll-Musikers Little Richard zugeschrieben.

## Leben
Eskew Reeder wuchs in Macon (Georgia) auf und lernte autodidaktisch Klavier spielen. Erste Gesangserfahrung machte Reeder im örtlichen Kirchenchor. Durch seinen auffälligen Kleidungsstil und seine bewusst nach außen dargestellte Homosexualität lernte Reeder Anfang der 1950er Jahre den damals noch unbekannten jungen Little Richard kennen. Er brachte ihm sein wildes Pianospiel und seinen typischen Gesangsstil bei.
Nach wilden Auftritten als Professor Eskew Reeder in einem Club in Greenville wurde Paul Peek, damaliger Gitarrist bei Gene Vincent auf den Musiker aufmerksam und vermittelte ihm 1958 einen Plattenvertrag bei Capitol Records. Mit einer 6-Zoll-Pompadour-Frisur, einer auffälligen Strass-Sonnenbrille und einem rauen, aber rhythmischen Klavierspielstil spielte Esquerita 21 Songs für Capitol ein und lieferte wilde Bühnenshows ab. Nachdem er Capitol verlassen hatte, zog Reeder nach New Orleans, wo er regelmäßig Konzerte gab und Aufnahmen für Okeh, Instant und Minit einspielte. Für Brunswick Records nahm er unter dem Pseudonym The Magnificent Malochi auf. In den 1980er Jahren lebte Reeder in New York City, arbeitete als Parkplatzwächter und trat gelegentlich in drittklassigen Clubs auf.
Esquerita starb verarmt im Oktober 1986 an den Folgen einer AIDS-Erkrankung im Harlem-Hospital, New York.

## Diskografie

### Singles
- 1958: Rockin’ The Joint / Esquerita And The Voola
- 1958: Oh Baby / Please Come On Home
- 1958: Hey Miss Lucy / Why Did It Take You So Long
- 1959: Laid Off / Just Another Lie
- 1960: Hey Miss Lucy / Why Did It Take You So Long / She Left Me Crying / Crazy Crazy Feeling (7" EP)
- 1960: Get Back Baby / Hole In My Heart / I’m Battie Over Hattie / Baby, You Can Depend On Me (7" EP)
- 1962: Green Door / I Waited Too Long
- 1962: Never Again / We Had Love
- 1963: Undivided Love / The Flu
- 1963: A Tear / Johnny Little
- 1963: I Woke Up (With My Mind On My Baby) / I Woke Up (With My Mind On My Baby) Pt.2
- 1965: Hole In My Heart / Hey Miss Lucy / I’m Battie Over Hattie / Gettin’ Plenty Lovin’ (7" EP)
- 1966: Tell All The World About You / Two Ton Jessie
- 1966: I Want To Know / Just In Time
- 1967: You Better Believe Me / Dew Drop In
- 1968: Mama, Your Daddy’s Come Home / As Time Goes By
- 1992: Dew Drop Inn / Rockin’ The Joint
- 2009: You Better Believe Me / What Was Wrong
- 2012: Hittin’ On Nothing / Letter Full Of Tears
- 2012: Undivided Love / B-Seite von Benny Spellman: Fortune Teller

### Alben
- 1959: Esquerita!
- 1969: Wildcat Shakeout
- 1978: Believe Me When I Say Rock’N’Roll Is Here To Stay
- 1987: Vintage Voola
- 2012: Sinner Man - The Lost Session